# 奥济亚克
奥济亚克（法語：Ozillac，法語發音：[ozijak]）是法国滨海夏朗德省的一个市镇，位于该省南部偏东，属于容扎克区。

## 地理
奥济亚克（45°23'37"N, 0°23'36"W）面积15.93 平方千米，位于法国新阿基坦大区滨海夏朗德省，该省份为法国西部滨海省份，北起旺代省，西临大西洋，南至吉倫特省，东南接多爾多涅省，东北接德塞夫勒省接壤，东临夏朗德省。
与奥济亚克接壤的市镇（或旧市镇、城区）包括：尚帕尼亚克、方丹多济亚克、容扎克、圣梅达尔、圣西蒙德博尔德、维勒克萨维耶。

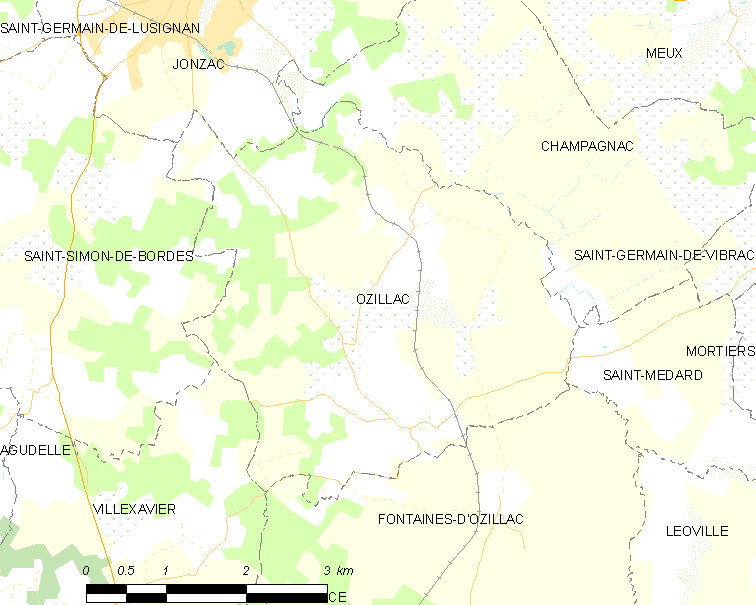
奥济亚克的OSM定位图

奥济亚克的时区为UTC+01:00、UTC+02:00（夏令时）。

## 行政
奥济亚克的邮政编码为17500，INSEE市镇编码为17270。

## 政治
奥济亚克所属的省级选区为容扎克县。

## 人口

1962-2008年间奥济亚克人口变化图示

奥济亚克于2022年1月1日时的人口数量为611人。